# Anomophlebia furtiva
Anomophlebia furtiva là một loài bướm đêm trong họ Erebidae.